# 不動滝 (秩父市)
不動滝（ふどうたき）は埼玉県秩父市（旧大滝村）にある滝である。

## 概要
荒川の上流部、和名倉山を水源とする支流の大除沢（おおよけさわ）にかかる。秩父不動滝の名称でも呼ばれる。
上段 (25m) 、中段 (15m) 、下段 (10m) の3段になって岩盤を流れ落ちる豪快な滝。全体の落差は約50mに達する。
滝の名は、その荘厳な様子から不動明王になぞらえてこの名が付けられたとされる。江戸時代末期には修行場として多くの行者が訪れた。また、昭和初期には当地に入山していた多くの山林業者が守護神として不動尊を信仰していたとされており、古くから信仰の対象となっていた。
滝への遊歩道の途中には湧水を静かに落とす「ささやきの滝」がある。滝の手前の尾根には「越田山不動尊」が祀られているほか、「和名倉山の湧水 大除の水」がある。

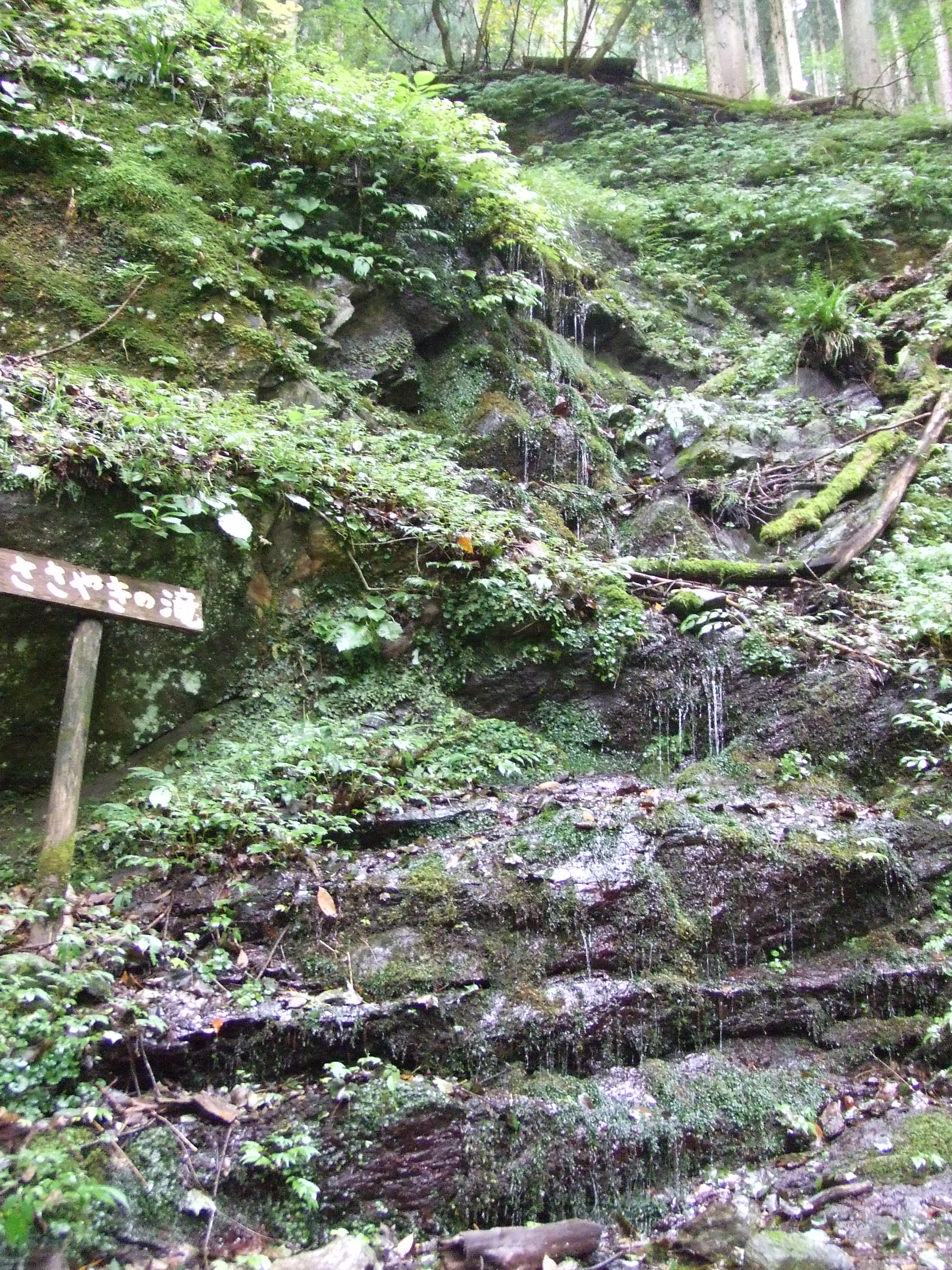
ささやきの滝（2012年9月）

## ギャラリー

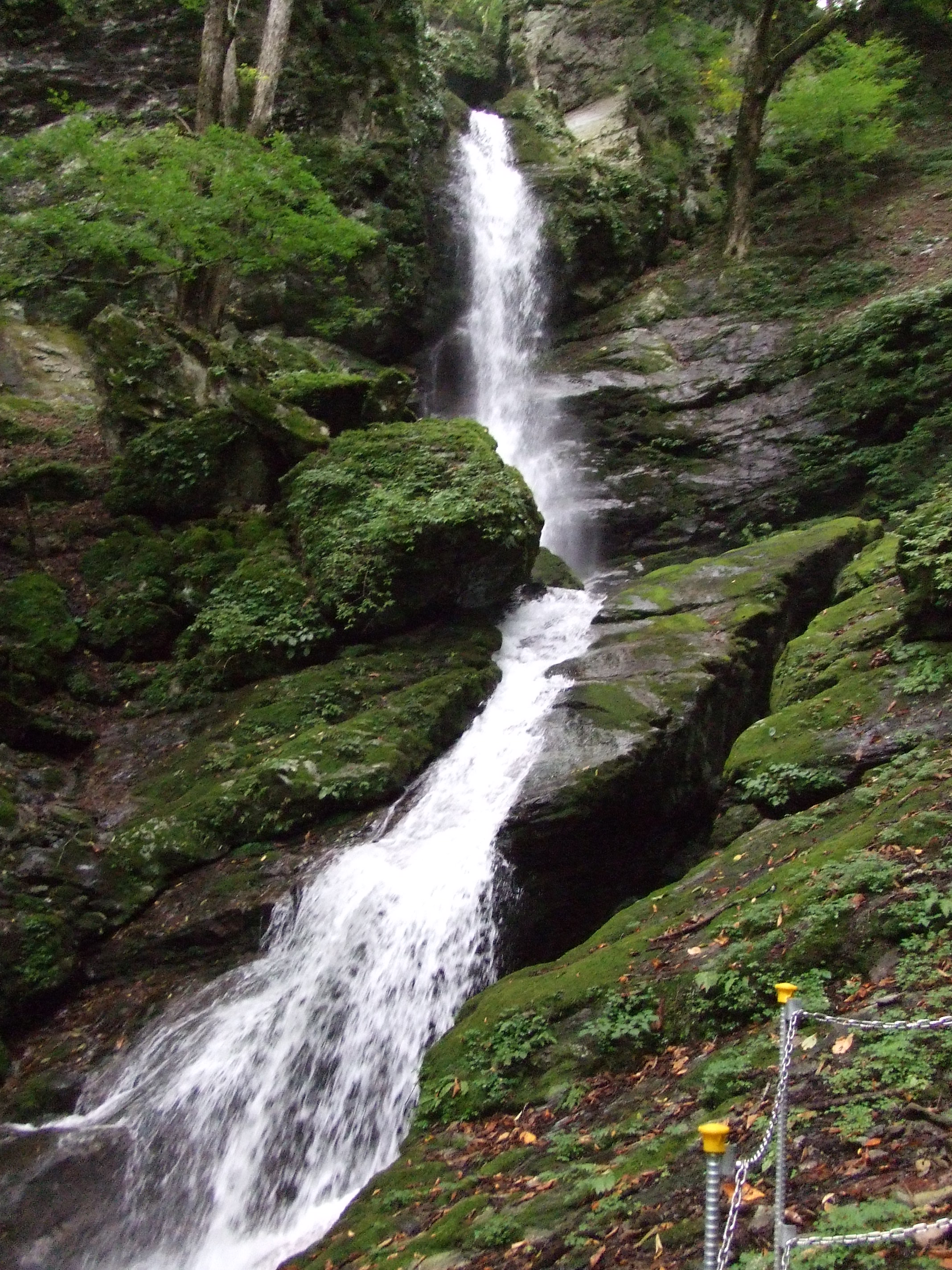
上段と中段（2012年9月）
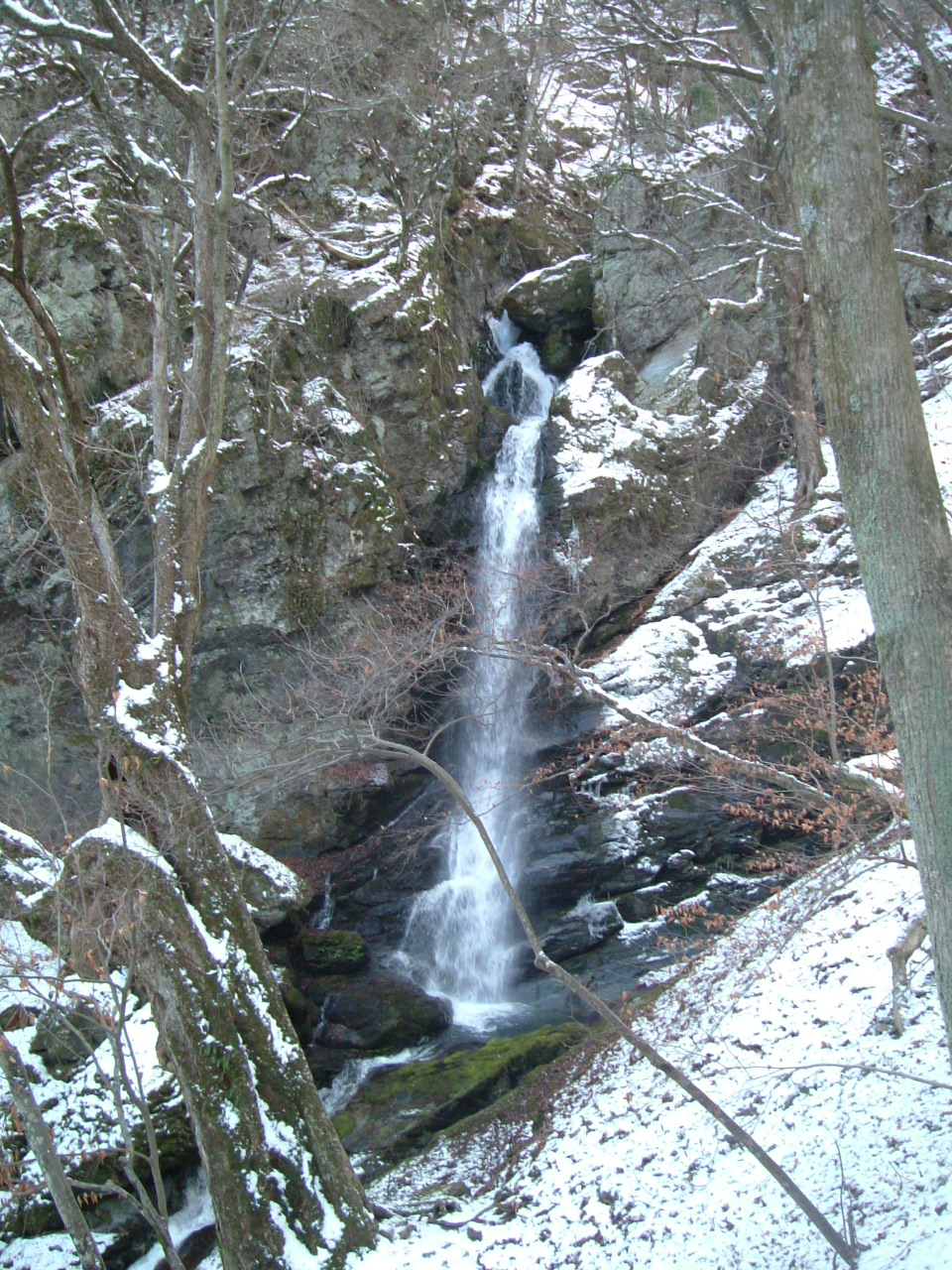
上段（2007年1月）

## 交通アクセス
- 関越自動車道花園ICから国道140号で約90分。秩父湖に沿った旧道沿いに駐車場あり。駐車場から滝までは遊歩道を徒歩約30分。
- 秩父鉄道三峰口駅より西武観光バス大滝、三峯神社、秩父湖、中津川方面行きで「大滝温泉湯遊館」下車、さらに秩父市営バス「川又」行きに乗り換え「林平」または「栃本関所跡」下車。徒歩約70分。